# FIN.K.L Best Album
FIN.K.L Best Album hay FIN.K.L Best Album (2019 Remaster) là album tổng hợp các đĩa đơn hay nhất từ các album của nhóm, phát hành ngày để kỷ niệm 21 ra mắt của nhóm nhạc nữ Hàn Quốc Fin.K.L. Cả LP và CD đều được phát hành, bao gồm 10 đĩa đơn trong đó "Ruby: Sad Tear" (루비(淚悲):(슬픈 눈물)) là ca khúc chủ đề của album.

## Mô tả
Sau 14 năm phát hành FINKL vào năm 2005, mỗi thành viên Fin.K.L đã tụ hợp lại trong chương trình Camping Club của đài JTBC vào tháng 7 năm 2019. Nhân dịp này Fin.K.L phát hành album "FIN.K.L Best Album" và single Just Like The Song That Remains. "FIN.K.L Best Album (2019 Remaster)" gồm 10 đĩa đơn, các đĩa đơn đều có đều có một video âm nhạc riêng (ngoại trừ "White" và "Me Inside You"), các video âm nhạc được sưu tầm từ các video quảng bá cho các album của nhóm và phát hành lại ngày 24 tháng 5 năm 2019. Một vài đĩa đơn trong album cũng được trình điễn trên sân khấu trở lại đặc biệt của họ trong chương trình "Camping Club" của JTBC tập 10. Trong tập này thì phong cách của các thành viên lại được thể hiện, Sung Yuri white, Lee Hyori red, Ock Joo-hyun black, Lee Jin blue và Lee Hyori mặc áo dài để thể hiện một số bài hát cùng nhóm, Jin cũng trở lại đặc biệt với khán giả trong "Forever Love". Việc phát hành album và tái hợp của nhóm và tham gia chương trình mới trên JTBC đã được nhóm hé lộ từ tháng 5.

## Danh sách phát
| FIN.K.L Best Album (2019 Remaster) | FIN.K.L Best Album (2019 Remaster)       | FIN.K.L Best Album (2019 Remaster) | FIN.K.L Best Album (2019 Remaster) | FIN.K.L Best Album (2019 Remaster) | FIN.K.L Best Album (2019 Remaster) |
| STT                                | Nhan đề                                  | Phổ lời                            | Phổ nhạc                           | Competitions Album                 | Thời lượng                         |
| ---------------------------------- | ---------------------------------------- | ---------------------------------- | ---------------------------------- | ---------------------------------- | ---------------------------------- |
| 1.                                 | "Blue Rain"                              | Lee Seung Ho                       | Shin In-soo                        | Jeon Jun-Gyu                       | 04:21                              |
| 2.                                 | "To My Boyfriend" (내 남자 친구에게)     | Kim Young-ah                       | Kim Seok-chan, Jeon Jun-kyu        | Kim Seok-chan, Jeon Jun-kyu        | 03:59                              |
| 3.                                 | "Waiting For You"                        | Kim Young-ah                       | Mario Bolden                       | Lee Jong-pil                       | 04:11                              |
| 4.                                 | "Forever Love" (영원한 사랑)             | Kim Young-ah                       | Joo Joo-tae                        | Cho Sung-jin, Joo Tae-young        | 04:09                              |
| 5.                                 | "Ruby: Sad Tear" (루비 (淚悲): 슬픈눈물) | Lee Jae-kyung                      | Choi Jun-young                     | Choi Jun-young                     | 04:12                              |
| 6.                                 | "White" (화이트)                         | Kim Seok Chan, Jeon Jun-kyu        | Kim Young-ah                       | Jeon Jun-kyu                       | 03:55                              |
| 7.                                 | "Now"                                    | Hong Jiyu                          | Kim Jin Kwon                       | Kim Jin Kwon                       | 03:31                              |
| 8.                                 | "Pride" (자존심)                         | Kim Young-ah                       | Park Hae-Wun                       | Park Hae-Wun                       | 04:05                              |
| 9.                                 | "Forever" (영원, Eternity)               | Lee Hyori                          | Yoo Jeong-yeon                     | Yoo Jeong-yeon                     | 04:19                              |
| 10.                                | "Me Inside You" (그대 안의 나)           | Lee Hyori, Cho Kyu-man             | Cho Kyu-man                        | Jo Hyeon-seok                      | 04:30                              |
| Tổng thời lượng:                   | Tổng thời lượng:                         | Tổng thời lượng:                   | Tổng thời lượng:                   | Tổng thời lượng:                   | 44:14                              |